# De Cock en de dood van de Helende Meesters
De Cock en de dood van de Helende Meesters  is het achtenvijftigste deel in de detectiveserie De Cock van de Nederlandse auteur Appie Baantjer waarin rechercheurs Jurriaan 'Jurre' de Cock en Dick Vledder de moord oplossen op een chirurg die in zijn huis aan de Herengracht te Amsterdam is vermoord met een snee in zijn halsslagader.

## Verhaal
Als De Cock op een ochtend uren te laat op zijn werk verschijnt, zucht zijn collega Dick Vledder onder een nachtelijke ruzie met zijn levenspartner Adelheid. Laatstgenoemde wil een convenant sluiten inzake de opvoedingstaken en verzorging van hun beider toekomstige kinderen. Dick Vledder voelt er niets voor om een moordonderzoek te moeten onderbreken wegens opvoedingstaken. De Cock signaleert fijntjes dat hij het beter geregeld heeft. Het recht van mevrouw De Cock is haar aanrecht en van dat recht maakt zij met haar culinaire hoogstandjes dankbaar gebruik. Hun gesprek wordt onderbroken door een mooie vrouw van achter in de veertig. Ze stelt zich voor als Irene van Moerkapelle. Ze komt aangifte doen van de verdwijning van haar vriend Henry van Nimwegen, woonachtig aan de Herengracht 1217 te Amsterdam. Ze heeft Henry leren kennen als een van de vier chirurgen van de kliniek van de Helende Meesters. Onder zwak protest van Vledder gaan de rechercheurs na het vertrek van Irene kijken op het genoemde adres aan de Herengracht. Midden op de dag gebruikt De Cock het apparaat van Handige Henkie om na vergeefs bellen binnen te geraken. Ze vinden een man met vastgebonden enkels en een opengesneden halsslagader in een grote plas bloed. Ze worden overlopen door zoon Julius die van vakantie uit Spanje terugkomt. Julius beschuldigt onmiddellijk zijn broer Michel-Jan, een godsdienstfanaat. Politiefotograaf Bram van Wielingen is bekend met de kliniek, omdat zijn vrouw daar naar volle tevredenheid een wenkbrauw heeft laten corrigeren. Lijkschouwer dokter Den Koninghe schat dat de moord al langer dan 24 uur geleden is gepleegd. Bovendien is de verticale snede in de slagader opmerkelijk. Volgens Julius duidt dat op zijn broer Michel-Jan, die medicijnen heeft gestudeerd.
De volgende dag meldt collega en partner chirurg Peter van Houten zich bij de twee rechercheurs. Hij legt uit dat 10 jaar geleden met gezamenlijk kapitaal de kliniek van de Helende Meesters is gesticht door Marcel van Diemen, Simon de Mirambeau, Henry van Nimwegen en hemzelf. Ze zijn gespecialiseerd in plastische chirurgie. Hij geeft toe dat er moeilijkheden zijn geweest met Michel-Jan van Nimwegen. Hij zou zelfs partner worden maar is wegens zijn godsdienstwaanzin weggestuurd. Men zou hem een fundamentalist kunnen noemen. Hij zegt dat ook zijn collega en neuroloog Jacques van Loppersum een redelijk motief voor moord heeft. Zijn gezichtscorrectie door Henry van Nimwegen is schandalig mislukt. Ook Michel-Jan van Nimwegen meldt zich vrijwillig bij de rechercheurs. Hij heeft inderdaad een gruwelijke hekel aan zijn vader, vooral omdat hij door zijn talloze buitenechtelijke affaires zijn moeder in een vroege dood heeft gejaagd. Hij heeft inderdaad met een aantal geestverwanten het genootschap gesticht van de Broeders en Zusters van de Tien Geboden, gevestigd aan de Brouwersgracht. Hij is geschokt door de beschuldigingen van zijn broer Julius, die hem er zelfs van beschuldigt zijn vaders bloed te hebben gedronken. Hij legt De Cock nog eens uit dat er verschil tussen het horizontaal en verticaal doorsnijden van een slagader. De laatstgenoemde methode laat de patiënt doodbloeden. Tot vreugde van De Cock meldt ook chirurg Simon de Mirambeau zich vrijwillig bij de rechercheurs. Hij wordt door Michel-Jan ervan beschuldigd destijds een sleutel van het ouderlijk huis te hebben gestolen en zijn vader te hebben vermoord. Simon ontkent beide beschuldigingen. Hij beschuldigt op zijn beurt Michel-Jan en verder heeft zijn vader zijn eigen dood bespoedigd door zijn talrijke affaires met vrouwen. Hij noemt de zoon Sander van Irene van Moerkapelle als mogelijke moordenaar. Die had zelfs geschreven dat Henry ooit zou doodbloeden. Ook collega neuroloog Van Loppersum is een verdachte. Van zoveel verdachten raakt Dick Vledder erg opgewonden en daarom besluit De Cock dan maar een cognackie te gaan halen bij Smalle Lowietje.
Lowietje kent de helende meester Van Nimwegen goed. Hij zocht met graagte naar nieuwe clientèle op De Wallen. Brabantse Jochem zoekt hem omdat hij zijn magere Jopie heeft verknald; haar gezicht is mismaakt. Jochem heeft gedreigd deze minkukel open te kerven. Dick Vledder telt nu een vijfde verdachte, dus hun onderzoek schiet zo niet op. Bij hun afspraak met Simon de Mirambeau thuis staan ze voor een gesloten deur. Nadat De Cock zich toegang heeft verschaft vinden ze de chirurg in een grote plas bloed. De werkwijze lijkt identiek. Na een felle discussie belt Vledder toch maar met zijn mobiele telefoon de meute om de formaliteiten netjes te vervullen. De Cock is immers zoals altijd bereid onder ambtseed te verklaren dat de deur open stond. Volgens de lijkschouwer is Simon pas een paar uur dood. Terug aan het bureau zit Irene van Moerkapelle de twee rechercheurs op te wachten. Na een scherp verhoor krijgt ze het bericht van de moord op Henry, waarvan ze onmiddellijk haar eigen zoon Sander de schuld geeft. De volgende dag meldt ook chirurg Marcel van Diemen zich bij de twee rechercheurs omdat hij zich zorgen maakt over Simon. Hij noemt het laten leegbloeden van het slachtoffer een zachte dood. Hij biecht op dat hij een motief had voor de moord op Henry. Zijn vrouw Mathilde heeft zich van hem laten scheiden om met Henry te hertrouwen. Maar laatstgenoemde dumpte haar weer voor een andere vrouw en verwoestte zo twee levens. Verder was Henry van Nimwegen waarschijnlijk verslaafd aan cocaïne. Toen hij Jacques van Loppersum zo had verminkt, heeft Simon nog geprobeerd iets te corrigeren. Dit had tot gevolg dat ook hij met de dood werd bedreigd. Hij heeft nog een litteken op zijn linkeronderarm na een aanval met een slagersmes door Jacques. Simon leefde samen met een vriend, Rudy Akersloot, een beul van een vent en stinkend jaloers. Maar laatstgenoemde had hij net ingeruild voor een “lief klein krekeltje.’’
Na het vertrek van de helende meester, praat De Cock Vledder bij over Rudolf Akersloot. Ongeveer 15 jaar geleden heeft De Cock hem gearresteerd voor moord op zijn vriend, die hem had verlaten voor een ander. De rechters veroordeelden hem slechts voor doodslag, hoewel De Cock een scherp technisch bewijs had opgebouwd rond oefensteken met dezelfde stiletto op het canvas van een zitzak. Maar de moord op Henry van Nimwegen ligt weer niet in het homofiele circuit, hoewel dit keer Dick Vledder De Cock waarschuwt tegen snelle conclusies. Henry kan best biseksueel zijn geweest. Terwijl Dick Vledder naar de sectie op Simon de Mirambeau is, gaat De Cock Michel-Jan bijpraten. Die is toch wel geschokt dat Simon dood is, die hij als potentiële moordenaar heeft genoemd. Maar hij bevestigt de biseksuele neigingen van zijn vader, omdat hij aanpapte met Rudy Akersloot. Laatstgenoemde is inmiddels toegetreden tot het genootschap van de Broeders en Zusters van de Tien Geboden.
De Cock, Dick Vledder en dactyloscoop Ben Kreuger worden tijdens hun onderzoek in het huis van Simon bijna verrast door zijn nieuwe vriend, Jan ter Broeke. Hij komt van een modetrip, haute couture, uit Parijs. Laatstgenoemde beschuldigt woedend Rudolf Akersloot van de moordpartij. Terug naar de Warmoesstraat vertelt Dick Vledder dat Simon bij sectie inderdaad een ernstig litteken had, dat dokter Rusteloos kwalificeerde als ernstige mishandeling. Maar Dick Vledder heeft nu toch wel de meeste belangstelling voor de onvindbare Rudolf Akersloot. Terug op het politiebureau zit een andere uitmuntende verdachte al te wachten. Arts, neuroloog Jacques van Loppersum. De Cock en Vledder worden inderdaad geconfronteerd met een mismaakte man. De Cock schudt zijn hoofd en zegt botweg dat dit twee moorden waard is. Jacques weet via een vriend, Officier van justitie Weishuizen dat hij niet gesignaleerd staat, hetgeen hem bevreemdt. De Cock geeft toe dat in het moorddossier inmiddels een bedreiging van Henry en een zware mishandeling van Simon staat. Voor die feiten zal hij zich te zijner tijd voor de rechter moeten verantwoorden. Maar De Cock legt omstandig uit dat de twee geraffineerde moorden niet bij Jacques passen. Een moord met een slagersmes zou wel rechtstreeks naar Jacques hebben gewezen. De neuroloog denkt mee met de grijze rechercheur en besluit dat Marcel van Diemen het beste past in het daderprofiel. Een man die binnen de kliniek het volste vertrouwen van zijn maten genoot.
De volgende morgen is Dick Vledder om. Marcel van Diemen is inderdaad de ideale verdachte. De Cock moet bij commissaris Buitendam komen en wordt daar geconfronteerd met een uitspraak in het verhoor van Jacques van Loppersum. De strafrechtpleging in Nederland zou een loterij zijn, volgens De Cock. Officier van justitie mr. Weishuizen eist nu een berisping van de rechercheur. Na een vreselijke scene waarin De Cock fel de aanval inzet op het falende Openbaar Ministerie, wordt hij de kamer uitgestuurd. Zijn opmerking over slecht management door Buitendam, besloot de woordenwisseling. Maar De Cock wil niets van overplaatsing weten. Hij blijft de Warmoesstraat trouw. Hun gedachtewisseling wordt verstoord door de binnenkomst van Sander van de Koningshof, de zoon van Irene van Moerkapelle. Hij komt een mislukte moordaanslag op Henry van Nimwegen bekennen. Iemand was hem voor. Maar hij heeft wel degelijke een dreigbrief geschreven dat hij Henry zou laten doodbloeden als hij zijn moeder niet met rust liet. Hij komt er nu achter dat Simon deze vertrouwelijke dreigbrief heeft geopend. Gebogen en met hangende schouders verlaat hij de recherchekamer.
De Cock concentreert zich nu op het langzame doodbloeden van de slachtoffers. Daarin zoekt hij het motief. Zijn overleg met Dick Vledder wordt verstoord door Mathilde de Groot, de ex van Marcel van Diemen. Ze heeft spijt van de toenmalige kolder in haar kop, en vindt het jammer dat Marcel haar niet terug wilde. Desondanks belt ze hem nog elke avond trouw op rond 10 uur. Maar gisteravond nam hij niet op. De Cock wil nu onmiddellijk naar het huisadres, Brouwersgracht 1117. Maar onderweg zegt hij tegen Dick Vledder dat ze toch al te laat zijn. De Cock maakt onder zwakke protesten van Vledder de huisdeur open met het apparaatje van Handige Henkie. Ze stuiten op een derde identieke moord. Politiefotograaf Bram van Wielingen wordt geconfronteerd met de dode dokter die zijn vrouw haar wenkbrauw heeft gecorrigeerd. Dokter den Koninghe, de lijkschouwer, schat dat hij al 20 uur dood is. Bij huiszoeking vindt Dick Vledder een overeenkomst tussen Marcel van Diemen en de drie andere chirurgen. De Cock wil nu ook naar het woonhuis van Simon de Mirambeau. In de secretaire vindt De Cock in een geheim vakje alsnog een maatschapdocument en de dreigbrief van Sander. Bij bestudering vindt Dick Vledder weinig bijzonderheden. Elke maat deelde voor 25% in de winst en bij overlijden hield dat op. Alleen staat er bij Marcel van Diemen bijgeschreven: “ Een miljoen schuld? Nee” Maar bij Simon de Mirambeau: “Geen miljoen schuld”. De discussie wordt onderbroken door de ontboden Irene van Moerkapelle. De Cock doet eerst met succes een goed woordje voor zoon Sander. Omdat de relatie van Henry met zijn twee zoons niet goed was, lagen zijn vertrouwelijke stukken bij Irene. En ja, de Cock mag ze meteen inzien.
De Cock is met Dick Vledder in de tempel van de Broeders en Zusters van de Tien geboden. Hij legt omstandig uit dat Rudolf Akersloot niet komt opdagen, maar de moordenaar wel. Buiten zijn Fred Prins en Appie Keizer al aan het posten. De Cock en Vledder trekken zich binnen terug achter een gordijn. Op de afgesproken tijd wordt Peter van Houten gearresteerd. Thuis legt De Cock het uit aan de drie collega rechercheurs. Ook aan Adelheid van Buuren, eveneens rechercheur, die als levenspartner van Dick Vledder de zaak intensief heeft gevolgd. Ze doet mee aan de traditie van het cognac drinken. De Cock brengt een toost uit op de liefde, omdat hij nu eenmaal uit liefde rechercheur is. Hij heeft hedenmorgen Peter van Houten verhoord, die bij de laatste aanhouding een lancet en tweeaderig elektriciteitssnoer bij zich had. Thuis had hij nog een hele rol. Hij was van plan Michel-Jan van Nimwegen ook te vermoorden. Tijdens het onderzoek verdronken De Cock en Vledder in de motieven en de verdachten. Onder de drie gevonden overeenkomsten stond iets over 1 miljoen schuld. Maar de drie wilde die schuld aan Peter van Houten liever vergeten, erover zwijgen en laten doodbloeden. Peter had als enige de 4 miljoen ingebracht en wilde van zijn drie collega’s en de maatschap af. Michel-Jan lokte hem met een chantage-brief naar zijn tempel, waar hij werd gearresteerd. Als iedereen weg is wil mevrouw De Cock het naadje van de kous weten over Dick en Adelheid. Laatstgenoemde wil volgens De Cock een convenant. Onderlinge afspraken over de kinderen en hun opvoeding.